# Internet Information Services
Microsoft Internet Information Services eller Server, Microsoft IIS, är en serverprogramvara från Microsoft för Internetbaserade tjänster. IIS fungerar på nyare versioner av Windows Server, samt Windows XP Professional.

## Versioner
- IIS 1.0
- IIS 2.0
- IIS 3.0
- IIS 4.0
- IIS 5.0
- IIS 5.1
- IIS 6.0 - de protokoll som stöds i version 6 är FTP, SMTP, NNTP och HTTP/HTTPS.
- IIS 7.0
- IIS 7.5
- IIS 8.0
- IIS 8.5
- IIS 10